# Переулок Александра Невского
Переу́лок Алекса́ндра Не́вского (до 1952 года — Алекса́ндро-Не́вский переулок, до начала XX века — Жильцо́в переулок) — переулок в Центральном административном округе города Москвы на территории Тверского района. Расположен между Первой Тверской-Ямской улицей и улицей Александра Невского.

## Происхождение названия
Получил современное название в 1952 году в честь Александра Невского. Прежнее название — Александро-Невский переулок — носил с начала XX века по строящемуся собору благоверного князя Александра Невского (у Миусской площади). В XIX веке носил название Жильцов переулок, по фамилии местного домовладельца.

## Здания и сооружения
- № 4/52 стр 2.   памятник архитектуры (региональный) — келейный корпус московского подворья Спасо-Преображенского Валаамского монастыря (1913, архитектор А. И. Рооп).
- № 5/58 Доходный дом П. И. Добычина, 1911 г.
- № 6/56 Доходный дом П. Ф. Борисовой - А. П. Вечеслова, 1870 г.
- № 10/1. стр. 1 Городской родильный дом № 6 имени А. А. Абрикосовой, 1903 - 1906 гг.

## Транспорт
С 1930-х годов по 1973 году по переулку проходила трамвайная линия, выходившая далее на Большую Грузинскую улицу. До декабря 1984 на участке переулка от 2-й до 3-й Тверской-Ямской улицы проходил трамвайный путь кольца "Белорусский вокзал". В настоящее время общественный транспорт по переулку не ходит.
Станции метро:
- «Белорусская» (Кольцевая линия)
- «Белорусская» (Замоскворецкая линия)
- «Маяковская»